# Louis de Gonzague-Frick
 (janvier 2023).
Louis de Gonzague Frick, né le 13 mars 1883 et mort le 9 avril 1958 à Paris, est un poète et courriériste littéraire français.

## Biographie
Louis de Gonzague Frick côtoie Guillaume Apollinaire, rencontré au collège Saint-Charles de Monaco et dont il s'attachera à entretenir la mémoire.
Ses débuts de poète le rapprochent du néo-symbolisme du directeur de La Phalange Jean Royère, mais il est aussi en phase avec les poètes fantaisistes. Il lance des revues : Les Écrits français (1913-1914), Les Solstices (1917), Le Lunain (1936-1939), du nom de sa dernière adresse parisienne, au 1 rue du Lunain à Paris (14e).
Courriériste littéraire actif (dans L'Intransigeant, La Caravane, Don Quichotte, Comœdia, La Griffe…), Frick soutient de jeunes poètes comme Robert Desnos, Robert Valançay ou René de Obaldia, et a des points de contact avec les mouvements d'avant-garde comme Dada et le surréalisme. 

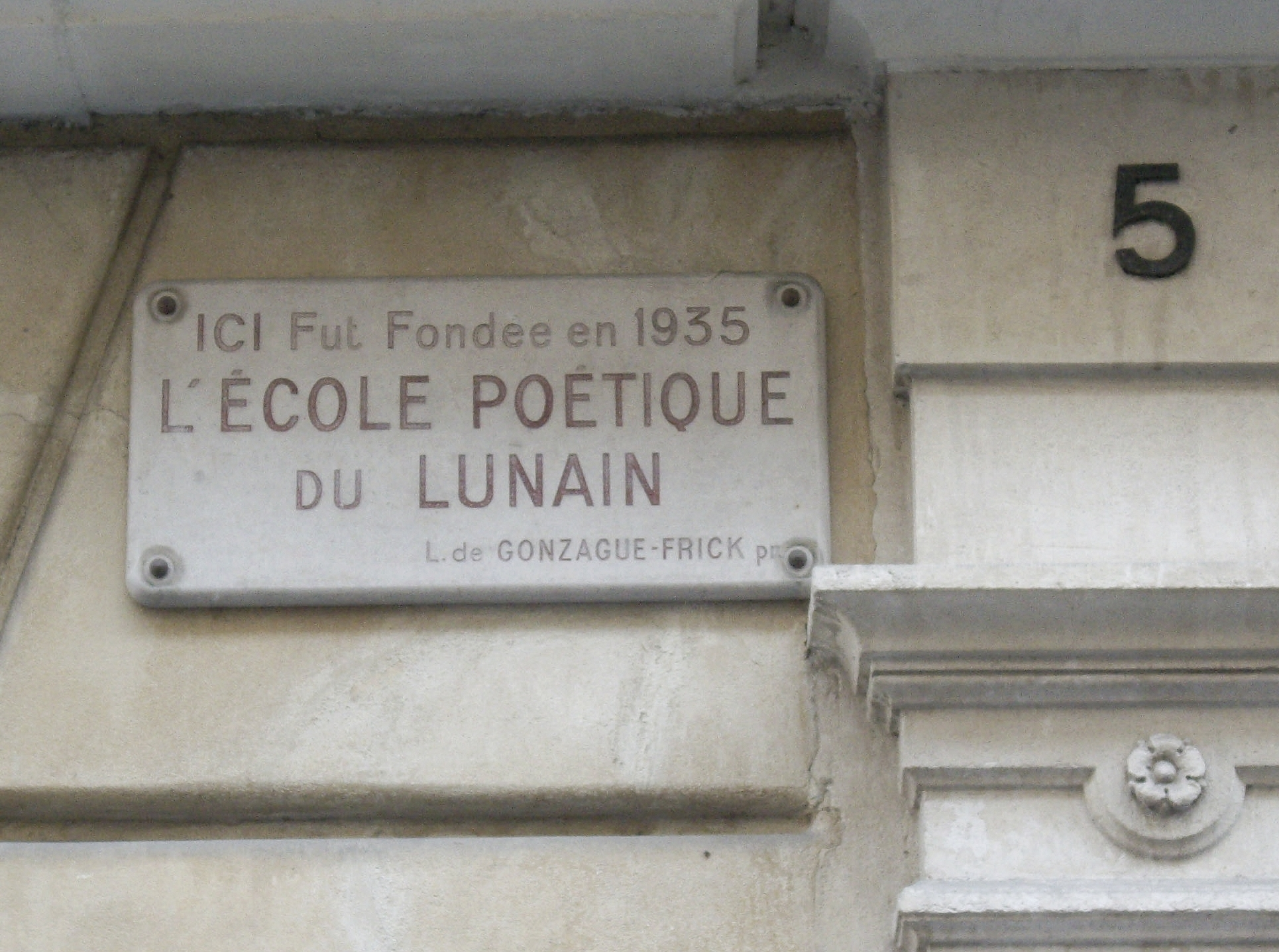
Plaque, au 5 rue du Lunain, commémorant la fondation de l'école poétique du Lunain.

Mobilisé durant toute la Première Guerre mondiale, il est l’un des membres fondateurs de l’Association des écrivains combattants (A.E.C.). 
En 1935, il signe le manifeste du transhylisme de Louis Cattiaux, qui réalise un portrait du poète.
Il apparaît dans les films de Jean Vigo (Zéro de conduite, 1933, rôle du préfet) et Pierre Chenal (L’Affaire Lafarge, rôle du greffier).
De santé fragile depuis son bref internement abusif à l’asile Henri-Rousselle en 1938, Frick entretient des liens, vers la fin de sa vie, avec les Cahiers Jean Tousseul en Belgique, avec le groupe de La Tour de Feu de Pierre Boujut, et avec son compagnon des années de La Guiterne, le directeur de Quo Vadis, Jacques-Louis Aubrun.
En fiction, Frick aurait inspiré le personnage de Jean de Crécy-Gonzalve du récit de Roland Dorgelès « Le poète sous le pot de fleurs » (Le Cabaret de la Belle-Femme).[réf. nécessaire]
Frick a parfois usé de pseudonymes, dont Calisaya, Evates, Le Lutécien, Phalère et Le Proconsul.

## Œuvres
- 1911 : « L'Enchiridion de Jaldabaoth » (dans La Phalange)
- 1915: Trèfles à quatre feuilles – Campagne 1914-1915
- 1916 : Sous le Bélier de Mars – Campagne 1916
- 1919 : Girandes
- 1921 : Le Calamiste alizé
- 1929 : Poetica
- 1932 : Vibones (couverture illustrée par Jacques Villon)
- 1935 : Ingrès
- 1946 : Quantité discrète (avec un dessin perceptif colorié de la Phalérienne)
- 1953 : Attente de Thrasybule
- 1955: Abrupta nubes (préf. de Pierre Mac Orlan et une cédule de Max Jacob)
- 1955 : Statures lyriques (préf. de Jacques Hébertot ; contient un portrait de Frick par Louis Cattiaux)
- 1956 : Oddiaphanies (préf. de Jean Cocteau)
- 1959 : Énif – Joyau zénithal[5]
- 2021 : (édition récente des poèmes) Sédentaire citoyen d’Haussmannie – Poèmes choisis[6], Paris, Classiques Garnier

### Récompenses
- 1936 : Prix du Noël du Poète
- 1943 : Prix de l’Académie[Laquelle ?]
- 1949 : Prix de la Société des gens de lettres pour l’ensemble de son œuvre
- 1956 : Prix de l'Académie française pour l'ensemble de son œuvre[7]